# Курочка ряба (вітраж)
Курочка Ряба (вітраж) — вітраж з кольорового скла роботи московського художника Івана Лубєннікова, встановлений на станції метро паризького метрополітену Мадлен (лінія 14) 2009 року у відповідь на подарований Московському метрополітену вхід Ектора Гімара.

## Вітраж
Паризький метрополітен вже має в своїй колекції витвори мистецтва з інших країн такі як португальські азулежу на станції метро "Єлисейські поля-Клемансо", мозаїка мексиканського народу уїчоль на станції метро "Палє Рояль-Лувр", а також склянні перекриття на станції "Бір Хакейм" передані Паризькому метро у відповідь на подаровані Парижем входи Гімара. Композиція Курочка Ряба відрізняється від вище перерахованих робіт тим що стала уособленням цілої країни, таким як її бачить російський художник Іван Лубєнніков. Ця робота нагадує ковдру, зшиту з різних клаптиків, на ній можна побачити і самовар, і перший супутник, і серп з молотом, і станцію Московського метро, і золоті бані з хрестами, Кремль, а посередині курки розміщується Чорний квадрат Малевича. Вітраж розміщений на чорному тлі по боках якого французькою та російською мовою оповідається історія Курочки Ряби, частина надпису французькою переходить з стіни на золоте яйце. Автор вже мав досвід роботи в метро  до того ж в оформленні станції "Славянський бульвар" він використав елементи в стилі Постгімар.